# بلوتش أباد (غرغان)
بلوتش أباد هي قرية تقع في غلستان في إيران. يقدر عدد سكانها بـ 105 نسمة .